# إدوارد هول
إدوارد ستيفن هول (من مواليد 15يناير1993) رياضي بريطاني محترف وحامل لقب أقوى رجل في العالم سابقًا، فاز في مسابقة أقوى رجل في العالم 2017. فاز إدوارد هول أيضًا بمسابقات أقوى رجل في المملكة المتحدة وأقوى رجل في إنجلترا عدة مرات، في مارس 2015، حقق هول الرقم القياسي العالمي برفع وزن 500 كجم في الرفعة المميتة. حقق الرقم القياسي في أرنولد كلاسيك في أستراليا، وكان أرنولد شوارزنيجر حاضرًا لتشجيعه. قام على الفور بكسر رقمه القياسي في بطولة العالم للرافعة المميتة لعام 2015، مع 500 كجم.